# Jose Abad Santos
Jose Abad Santos (Bayan ng Jose Abad Santos) är en kommun i Filippinerna. Kommunen ligger på ön Mindanao, och tillhör provinsen Davao Occidental. Folkmängden uppgår till 57 147 invånare.

## Barangayer
Jose Abad Santos är indelat i 26 barangayer.
| - Buguis - Balangonan - Bukid - Butuan - Butulan - Caburan Big - Caburan Small (Pob.) - Camalian - Carahayan - Cayaponga - Culaman - Kalbay - Kitayo | - Magulibas - Malalan - Mangile - Marabatuan - Meybio - Molmol - Nuing - Patulang - Quiapo - San Isidro - Sugal - Tabayon - Tanuman |